# Сильніший за ураган
«Сильніший за ураган» — радянський пригодницький чорно-білий художній фільм 1960 року, знятий режисером Василем Левіним на Одеській кіностудії.

## Сюжет
Радянський навчальний вітрильник «Альбатрос» прибув у столицю Індонезії —Джакарту. Завантажившись рисом, призначеним для голодуючого населення однієї з африканських країн, корабель був готовий до відправлення. Старший офіцер західнонімецького корабля «Нордена», дізнавшись, що «Альбатросом» командує капітан Бєлоус (Микола Крюков), вирішив познайомитися зі своїм давнім противником (у роки війни їм довелося зіткнутися в бою на Балтійському морі). Їх представили один одному у міському парку. Знайомство двох команд завершилося тим, що курсант Федір Хмара (Василь Лановий) став мимовільним винуватцем надзвичайної події, спровокованої німецьким екіпажем. Проте за розкладом навантажені кораблі покинули гавань. Сильний шторм біля південного узбережжя Африки став серйозним випробуванням твердості двох екіпажів. Першими до смуги шторму увійшли німці.

## У ролях
- Василь Лановий — Федір Хмара
- Едуард Ізотов — Євген Морозенко
- Наталія Кустинська — Катя Бєляєва
- Микола Крюков — Бєлоус, капітан радянського судна
- Микола Боголюбов — Шугаєв, капітан-наставник
- Борис Буткеєв — радист
- І. Івахненко — «Клотик»
- Андрій Файт — Краус, капітан німецького судна
- Сергій Голованов — Грубер
- Анатолій Теремець — Рунґе, боцман
- Гунарс Цилінськіс — Буш
- Віталій Матвєєв — Курт
- Юхан Крентс — Вальтер
- Арійс Гейкінс — епізод
- Є. Дергунов — епізод
- Б. Диканський — фотограф
- Л. Зюбір — епізод
- Ерменгельд Коновалов — біженець із Африки
- Василь Красенко — офіцер
- Юріс Стренга — німецький матрос
- Спартак Хатіашвілі — радянський матрос
- О. Узхара — епізод
- Віктор Терехов — курсант на «Альбатросі»

## Знімальна група
- Режисер — Василь Левін
- Сценаристи — Віля Федоров, Василь Левін
- Оператор — Федір Сільченко
- Композитори — Андрій Ешпай, Петро Тодоровський
- Художник — Олег Передерій